# Butastur
Butastur este un gen de păsări de pradă din familia Accipitridae.

## Taxonomie
Genul Butastur a fost introdus în 1843 de naturalistul englez Brian Houghton Hodgson, specia tip fiind Butastur teesa. Denumirea genului este un cuvânt telescopat al genului Buteo introdus de Bernard Germain de Lacépède pentru vulturi și Astur introdus de Lacépède pentru șoimi. Genul conține în prezent patru specii.
- Butastur liventer
- Butastur rufipennis
- Butastur teesa
- Butastur indicus